# Younousse Sankharé
Younousse Sankharé (* 10. September 1989 in Sarcelles) ist ein senegalesisch-französischer Fußballspieler.

## Karriere

### Paris Saint-Germain
Sankharé begann seine Profilaufbahn 2007 beim Hauptstadtklub Paris Saint-Germain. Nach neun Erstligaeinsätzen in seiner ersten Saison (davon zwei von Beginn an), kam er in der Hinrunde der Saison 2008/09 nur noch in zwei Partien zum Einsatz. Im Januar 2009 wurde er daraufhin vom Trainer von Stade Reims, Luis Fernández, für ein halbes Jahr auf Leihbasis zum abstiegsgefährdeten Zweitligisten geholt.

### Stade Reims
Bei Reims agierte der 19-jährige Mittelfeldakteur überwiegend als Stammspieler, konnte den Abstieg des Traditionsvereins in das Championnat National aber nicht verhindern und kehrte zur folgenden Saison zu PSG zurück. Im September 2010 wurde Sankharé erneut ausgeliehen – diesmal an den Zweitligisten FCO Dijon.

### FCO Dijon
Während der Saison 2010/11 spielte er 27 Mal und nahm am Aufstieg des FCO Dijon in die Ligue 1 teil. Im Juli 2011 unterschrieb er für drei Jahre in diesem Club. Er wurde zum Vize-Kapitän von seinem Team für die Saison 2011/12 befördert und trug die Kapitänsbinde während der Abwesenheit von Abdoulaye Méïté. Nach dem Abstieg des Klubs in Ligue 2, wurde er an den FC Valenciennes verliehen.

### EA Guingamp
Im Juli 2013 wechselte er zum Erstligaaufsteiger EA Guingamp und gewann mit diesem durch einen 2:0-Sieg gegen den Stade Rennes den französischen Pokal 2014.

### Nationalmannschaft
Sankharé gehörte zeitweise zur französischen U-19-Auswahl und erzielte am 19. November 2008 gegen Dänemark den 1:0-Siegtreffer in seinem Debütspiel für die französische U-21-Nationalmannschaft.